# Frères Zeno
Pour les articles homonymes, voir Zeno.
Les frères Zeno sont trois frères : Nicolò Zeno (Venise - 1326 / ...) et Antonio  Zeno ( ... / Venise - 1405) sont deux navigateurs vénitiens de la deuxième moitié du XIV° siècle, eux-mêmes frères du héros vénitien Carlo Zeno.
Selon certaines théories, Nicolò et Antonio auraient exploré l'Atlantique Nord et l'Océan Arctique, sur la demande supposée du prince écossais Henry Sinclair (v. 1345– v. 1400) 
La famille Zeno était membre de l'aristocratie de Venise. Elle possédait une entreprise de transport entre Venise et la Terre sainte au moment des Croisades.

## La légende
Nicolò et Antonio Zeno sont célèbres en raison d'un ensemble de lettres et d'une carte, connue sous le nom de Carte Zeno, éditées en 1558 par le descendant de Nicolò (également nommé Nicolò Zeno).
Les lettres prétendument écrites par les deux frères à la fin du XIVe siècle décrivent des voyages d'exploration fantastiques effectués par eux en Atlantique nord, sur la demande d'un prince appelé Zichmni.
Ces récits controversés ne sont peut-être qu'une invention, ou pas, du descendant des frères Zeno, qui publie en 1558 sous le titre de Dello scoprimento dell' isole Frislanda, Estlanda, Engrouelanda, Estotilanda e Icaria fatto sotto il Polo artico, da' due fratelli Zeni, M. Nicolo il K. e M. Antonio (sur la découverte des îles Frislande, Estlande, Engrouelande, Estotilande et Icare fait sous le pôle Arctique, par les frères Zeni, maître Nicolo et maître Antonio), une saga censée s'être déroulée environ 170 ans plus tôt, à la fin du XIV°siècle.

Malgré certaines incohérences, d'autres y virent la possibilité d'un voyage pré-colombien vers les côtes nord-américaines. Le naturaliste J. R. Forster, qui navigua avec Cook, identifia en 1784 Zichmni comme pouvant être Henri Sinclair, comte des Orcades, baron de Rosslyn et seigneur des Shetland. 
La relation de voyage de Nicolo' Zeno (petit fils de Niccolo'), rédigée sous forme épistolaire entre les frères Zeno, nous présente des mers septentrionales peuplées de terres nouvelles. En 1390, Niccolo Zeno l’ainé fait route vers l’Angleterre, mais fait naufrage sur l’île du Frisland, où il est  recueilli par le prince des lieux, qui fait de lui l’amiral de sa flotte. Après avoir exploré les îles Shetland et le Groenland, Niccolo meurt en 1396, et son frère Antonio prend sa place au Frisland (en réalité, Niccolo est mort à Venise au début du XVe siècle).  Antonio Zeno, informé de l’existence de terres sauvages au sud-ouest du Groenland, l’Estotiland et le Drogeo, part les explorer, découvrant en route l’Icarie.  Au fil du temps, on a essayé de découvrir quels territoires pouvaient se trouver ainsi décrits. Une hypothèse encore défendue par certains aujourd’hui est que le Frisland ferait référence aux iles Féroé, l’Estotiland au Labrador et le Drogeo à Terre-Neuve : selon cette interprétation, les frères Zeno auraient ainsi navigué jusqu’à l’Amérique avant Christophe Colomb…  Toutefois, il est sans doute plus vraisemblable de penser que ce récit de voyage et la carte l’accompagnant sont des créations de leur auteur au XVIe siècle, réalisés à partir de travaux alors disponibles.
De nos jours, certains avancent l'hypothèse que la tour de Newport aux États-Unis pourrait être l'œuvre des compagnons de Zichmni.

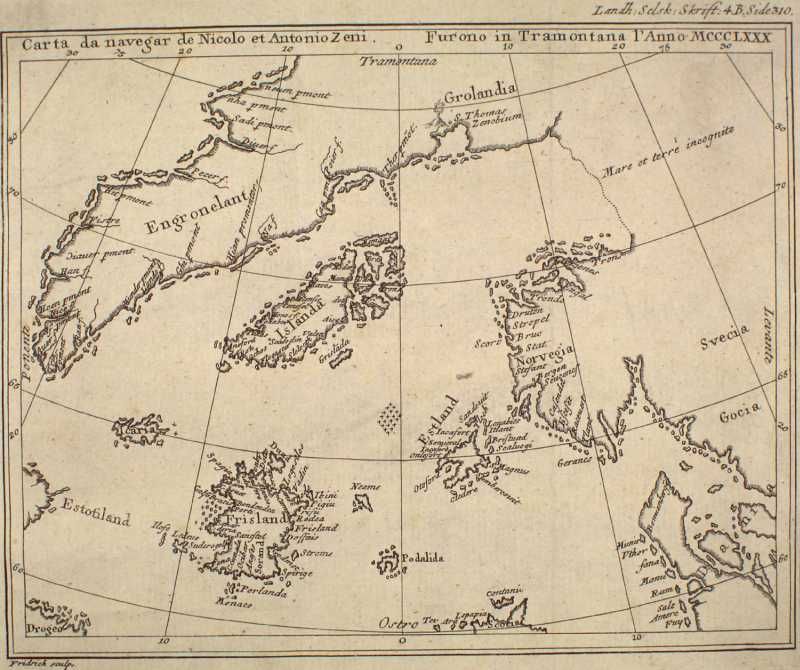
Reproduction de la carte de Zeno. Publication datée de 1558 par Henrich Peter von Eggers dans le "1793 book Priisskrift om Grønlands Østerbygds sande Beliggenhed"

La carte de Zeno présente en effet des similarités avec la Carta marina réalisée par Olaus Magnus, et publiée pour la première fois à Venise en 1539 ; ou avec la Caerte van Oostlant de Cornelius Anthoniszoon, datant de 1543. Mais l’inspiration cartographique la plus frappante semble se trouver chez un voyageur et cartographe danois, Claudius Clavus (Claussön Swart). Au cours des premières décennies du XVe siècle, un voyage l’a mené au Nord de l’Europe, jusqu’en Islande et le long des côtes du Groenland, où il aurait atteint à l’ouest le 70e parallèle nord. Clavus a retranscrit les connaissances acquises alors sous forme de deux cartes manuscrites du Nord-Ouest de l’Europe, faisant de lui notamment le premier cartographe du Groenland. La position géographique, la forme et l’orientation de ce dernier, ainsi que de l’Islande, se retrouvent quasiment à l’identique chez Zeno et sur les cartes dérivées de celles de Clavus disponibles en 1558. C’est par exemple le cas dans les cartes réalisées par Nicolaus Germanus à la fin du XVe siècle pour illustrer la Géographie de Ptolémée.

## Les lettres
Les lettres sont divisées en deux parties : d'une part les lettres que Nicolò adresse à Antonio, d'autre part les lettres d'Antonio à leur frère Carlo.
Les lettres de Nicolò à Antonio décrivent un voyage qu'il a effectué en 1380 de Venise en Angleterre puis en Flandre. On sait qu'un tel voyage eut lieu et qu'il revint à Venise autour de 1385.

### Des îles dans le nord
Nicolò raconte comment il échoue sur une île située entre la Grande-Bretagne et Islande, appelée Frisland, décrite comme de taille plus grande que celle de l'Irlande.
Lors de ce naufrage, Nicolò est recueilli par Zichmni, un prince possédant au large de la côte sud de Frisland des îles appelées Porlanda, et qui règne sur le duché de Sorant, ou Sorand, au sud-est de Frisland. Nicolò invite alors Antonio à Frisland, qui accepte et qui y séjourne 14 ans.
Sous la direction de Zichmni, Antonio attaque Estlanda, manifestement les Shetland comme l'atteste la similarité des noms des lieux mentionnés. Puis Zichmni projette d'attaquer l'Islande, mais la trouvant bien défendue, il se rabat sur 7 îles de la côte est : Bres, Talas, Broas, Iscant, Trans, Mimant et Damberc. Toutes ces îles se révèlent fictives.
Zichmni fait construire un fort sur Bres qu'il confie à Nicolò. De là, celui-ci explore le Groenland, où il décrit dans une lettre un monastère équipé d'un système de chauffage central. Il retourne alors à Frisland où il serait mort après avoir passé 4 à 5 ans dans le Nord.
Notons qu'outre sa date de retour connue à Venise, des documents judiciaires vénitiens contemporains indiquent que Nicolò subit un procès en 1394 pour des détournements de fonds réalisés alors qu'il était gouverneur militaire de Modone et Corone, en Grèce, de 1390 à 1392. On sait par ailleurs qu'il écrit son testament à Venise en 1400, bien des années après sa mort présumée à Frisland.

### Voyages à l'ouest
Peu après la mort présumée de Nicolò, Zichmni apprend qu'un groupe de pêcheurs frislandais disparu était de retour après une absence de plus de 25 ans. Les pêcheurs racontèrent avoir accosté des pays inconnus dans l'ouest lointain du nom  d'Estotiland et Drogeo, peuplés pour la première d'une population accueillante ayant des bibles en latin (le mythe se rapproche ici du Vinland) et pour la seconde d'animaux inconnus et de cannibales à qui ils apprennent à pêcher.
Zichmni entreprend alors un voyage à l'ouest avec Antonio, qu'il nomme chef de sa flotte. Ils atteignent une grande île appelée Icaria (cf. Carte Zeno), qui se révèle également fictive.
Selon les lettres, les habitants d'Icaria vinrent au-devant d'eux avant qu'ils puissent débarquer. Un seul des Icariens fut capable de converser dans une langue comprise de Zichmni. Ils désignèrent leur visiteurs comme non grata et manifestèrent leur volonté de défendre au besoin l'île jusqu'au dernier. Zichmni navigua alors le long des côtes pour trouver un point où débarquer, mais comme les icariens le suivirent, il abandonna.
Naviguant encore plus à l'ouest, ils débarquèrent sur un promontoire appelé Trin, à la pointe méridionale d'Engrouelanda. Zichmni y aima le climat et la terre, mais son équipage le trouva inhospitalier. Les marins rentrèrent à Frisland avec Antonio, Zichmni resta pour explorer le territoire et y bâtir une ville.

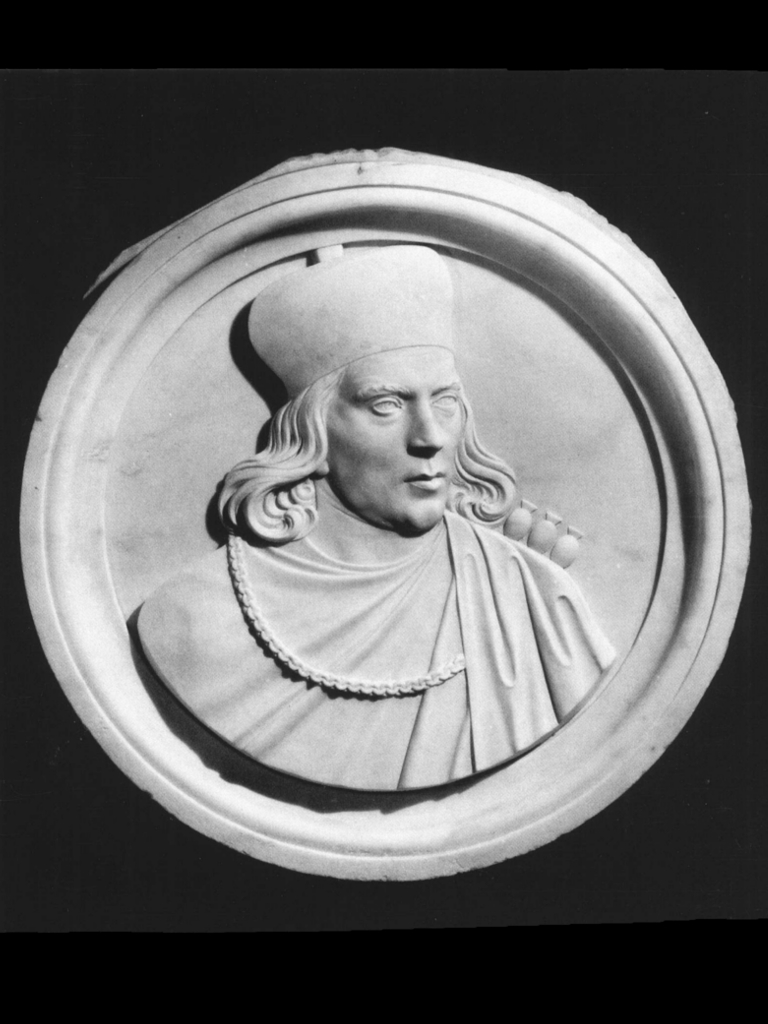
Nicolo Zeno - Istituto Veneto di Scienze.
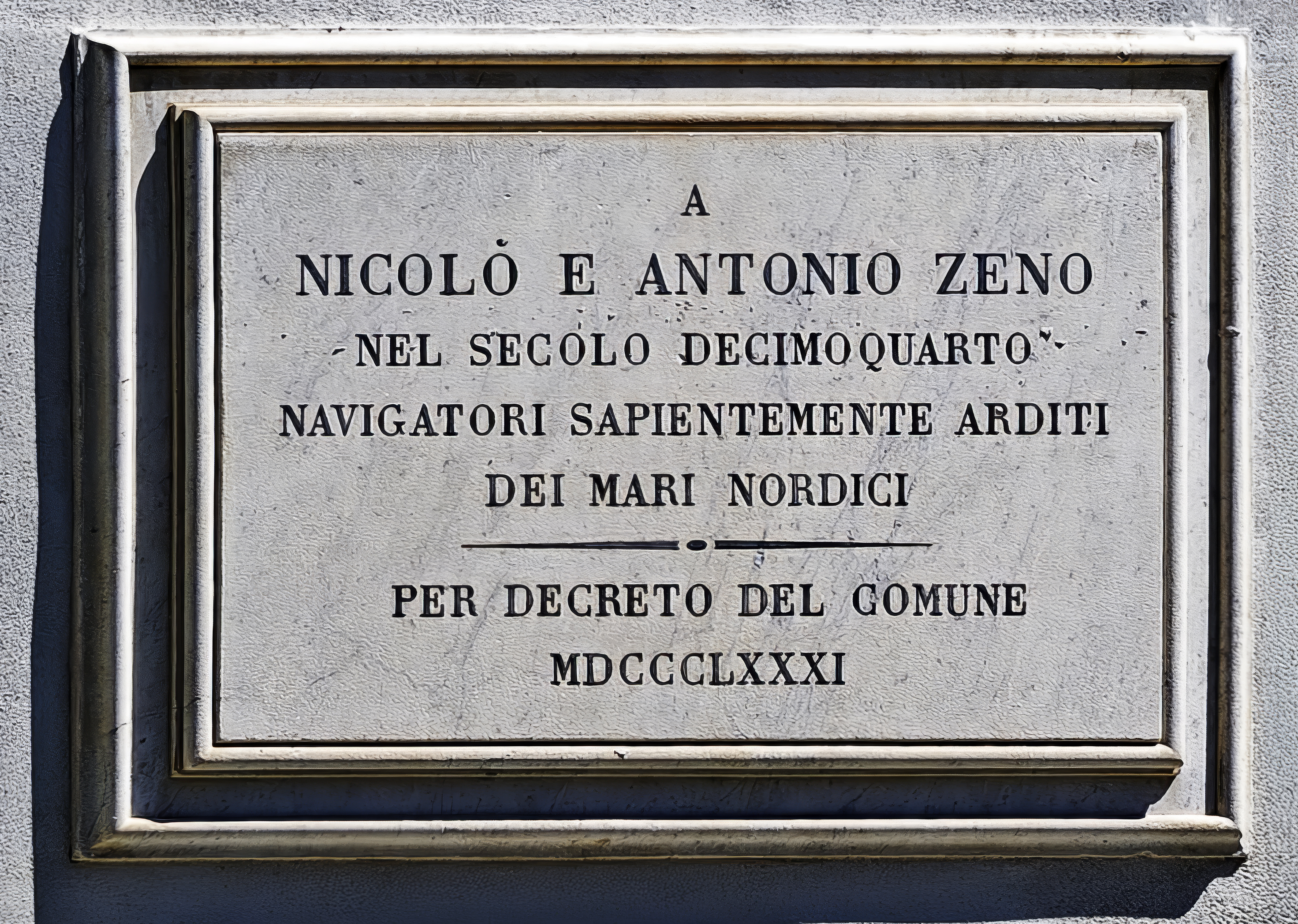
Plaques à la mémoire de Nicolo et Antonio Zeno vue du pont des Jésuites à Venise